# Андре Уорд — Сергей Ковалёв (реванш)
Андре Уорд против Сергея Ковалёва — состоявшийся PPV поединок по боксу. На кону стояли титулы чемпиона мира в полутяжёлом весе по версиям WBA super, IBF, WBO и вакантный титул чемпиона мира по версии авторитетного журнала «Ринг». Бой прошёл 17 июня 2017 года в Лас-Вегасе (штат Невада, США).

## Предыстория
19 ноября 2016 года Андре Уорд победил Сергея Ковалёва решением судей и отобрал титулы чемпиона мира в полутяжёлом весе по версиям WBA super, IBF и WBO. Само решение судей было очень спорным. Большинство экспертов и болельщиков считали, что выиграл Ковалёв. По условиям соглашения Уорд был обязан дать Сергею незамедлительный реванш.
Организация реванша была осложнена тем, что первый бой собрал всего 165000 PPV (организаторы рассчитывали собрать около 300000). Транслировать же бой в обычном формате невыгодно из-за высоких гонораров боксёров.
В конце февраля 2017 года компания Roc Nation зарезервировала арену Mandalay Bay в Лас-Вегасе (штат Невада, США), предположительно для реванша. 24 марта на своей странице в социальной сети Instagram Ковалёв объявил, что подписал контракт на бой-реванш с Уордом. Это новый контракт, так как американец отказался проводить поединок на прежних условиях. В этом контракте нет пункта о реванше. 4 апреля Уорд сообщил, что поставил свою подпись под контрактом. В тот же день компании Roc Nation и Main Events официально объявили о бое. Поединок состоится 17 июня на арене Mandalay Bay в Лас-Вегасе. В США бой будет показан на HBO PPV.

## Перед боем
Перед боем прошли три пресс-конференции, которые были в трёх городах США:
- 10 апреля 2017 — Нью-Йорк, штат Нью-Йорк[11][12]
- 11 апреля 2017 — Окленд, Калифорния[13][14]
- 12 апреля 2017 — Лос-Анджелес, Калифорния[15][16].

6 июня на HBO вышла серия программы «24/7» («24/7: Ward/Kovalev 2»), посвящённая бою.
У букмекеров небольшим фаворитом являлся Уорд. William Hill, например, предлагал следующие коэффициенты: 1,67 на победу Уорда и 2,25 на победу Ковалёва.
15 июня в Лас-Вегасе, Невада, состоялась финальная пресс-конференция.
16 июня состоялось официальное взвешивание перед боем. Боксёры уложились в лимит, показав одинаковый вес — 175 фунтов (79,4 кг).
Гарантированный гонорар Уорда составил 6,5 миллионов долларов. У Ковалёва гарантированного гонорара нет вообще. Сергей получит только процент от продаж билетов и PPV.

## Ход главного поединка
Оба боксёра начали бой в аккуратной манере, пару раз обменявшись ударами. Далее Ковалёв стремился атаковать с дистанции, в то время как Уорд шёл в клинч при первой же возможности. Во 2-м раунде рефери сделал устное предупреждение Уорду за удар ниже пояса. Начиная с 4-го раунда, американец перехватил инициативу и навязал свою манеру боя. Было заметно, что Ковалёв устал. Тем не менее, удачные моменты по-прежнему были у обоих спортсменов. В 8-м раунде Уорд нанёс несколько ударов по корпусу, а затем потряс россиянина ударом с правой в голову. Из-за серии ударов Ковалёв, стоя спиной к канатам, почти перестал отвечать на атаки Уорда. Американец провёл несколько акцентированных ударов ниже пояса и рефери Тони Уикс остановил поединок, зафиксировав очень спорную победу действующего чемпиона техническим нокаутом.
|                  |                                                                            |                                                                            |
| Соперник         | Андре Уорд — Сергей Ковалёв                                                | Андре Уорд — Сергей Ковалёв                                                |
| Место проведения | Mandalay Bay, Лас-Вегас, Невада, США                                       | Mandalay Bay, Лас-Вегас, Невада, США                                       |
| Результат        | Победа Уорда техническим нокаутом в восьмом раунде                         | Победа Уорда техническим нокаутом в восьмом раунде                         |
| Статус           | Чемпионский бой за титулы WBA super, IBF, WBO, The Ring в полутяжёлом весе | Чемпионский бой за титулы WBA super, IBF, WBO, The Ring в полутяжёлом весе |
| Рефери           | Тони Уикс                                                                  | Тони Уикс                                                                  |
| Счёт судей       | Гленн Фельдман: 67:66; Дэйв Моретти: 67:66; Стив Вайсфилд: 65:68           | Гленн Фельдман: 67:66; Дэйв Моретти: 67:66; Стив Вайсфилд: 65:68           |
| Трансляция       | HBO PPV                                                                    | HBO PPV                                                                    |
| Промоутер        | Roc Nation Sports, Main Events                                             | Roc Nation Sports, Main Events                                             |
|                  | Уорд                                                                       | Ковалёв                                                                    |
| Вес              | 175 фунтов (79,4 кг)                                                       | 175 фунтов (79,4 кг)                                                       |
| Результаты боёв  | до боя: 31(15КО) — 0 — 0 после боя: 32(16КО) — 0 — 0                       | до боя: 30(26КО) — 1 — 1 после боя:30(26КО) — 2 — 1                        |
| Гонорар          | 6 500 000 $                                                                | —                                                                          |

## Судейские записки
После семи раундов Уорд лидировал на карточках двух судей со счётом 67-66. У одного судьи лидировал Ковалёв со счётом 68-65.
| Судья          | Боксёр  | 1  | 2  | 3  | 4  | 5  | 6  | 7  | 8 | 9 | 10 | 11 | 12 | Всего |
| -------------- | ------- | -- | -- | -- | -- | -- | -- | -- | - | - | -- | -- | -- | ----- |
| Дэйв Моретти   | Уорд    | 9  | 9  | 10 | 10 | 9  | 10 | 10 |   |   |    |    |    | 67    |
|                | Ковалёв | 10 | 10 | 9  | 9  | 10 | 9  | 9  |   |   |    |    |    | 66    |
| Гленн Фельдман | Уорд    | 9  | 9  | 10 | 10 | 9  | 10 | 10 |   |   |    |    |    | 67    |
|                | Ковалёв | 10 | 10 | 9  | 9  | 10 | 9  | 9  |   |   |    |    |    | 66    |
| Стив Вайсфилд  | Уорд    | 9  | 9  | 9  | 10 | 9  | 10 | 9  |   |   |    |    |    | 65    |
|                | Ковалёв | 10 | 10 | 10 | 9  | 10 | 9  | 10 |   |   |    |    |    | 68    |

## Статистика ударов
Статистика ударов Compubox.
Уорд: 80 точных ударов (из 238 выброшенных).
Ковалёв: 95 точных ударов (из 407 выброшенных).

### Ударов всего
| Боксёр  | Раунд           | 1    | 2      | 3      | 4      | 5      | 6      | 7      | 8      | 9 | 10 | 11 | 12 | Всего  |
| ------- | --------------- | ---- | ------ | ------ | ------ | ------ | ------ | ------ | ------ | - | -- | -- | -- | ------ |
| Уорд    | Попаданий/всего | 7/25 | 10/28  | 9/23   | 14/30  | 9/26   | 7/27   | 4/32   | 20/47  |   |    |    |    | 80/238 |
|         | Процент         | 28 % | 35,7 % | 39,1 % | 46,7 % | 34,6 % | 25,9 % | 12,5 % | 42,6 % |   |    |    |    | 33,6 % |
| Ковалёв | Попаданий/всего | 9/31 | 16/48  | 11/53  | 10/54  | 14/63  | 12/53  | 11/59  | 12/46  |   |    |    |    | 95/407 |
|         | Процент         | 29 % | 33,3 % | 20,8 % | 18,5 % | 22,2 % | 22,6 % | 18,6 % | 26,1 % |   |    |    |    | 23,3 % |

### Джебы
| Боксёр  | Раунд           | 1      | 2      | 3      | 4      | 5      | 6      | 7      | 8      | 9 | 10 | 11 | 12 | Всего  |
| ------- | --------------- | ------ | ------ | ------ | ------ | ------ | ------ | ------ | ------ | - | -- | -- | -- | ------ |
| Уорд    | Попаданий/всего | 3/13   | 4/13   | 5/13   | 5/12   | 4/11   | 2/10   | 2/16   | 2/6    |   |    |    |    | 27/94  |
|         | Процент         | 23,1 % | 30,8 % | 38,5 % | 41,7 % | 36,4 % | 20 %   | 12,5 % | 33,3 % |   |    |    |    | 28,7 % |
| Ковалёв | Попаданий/всего | 4/15   | 12/31  | 4/22   | 6/18   | 8/31   | 4/23   | 5/26   | 2/18   |   |    |    |    | 45/184 |
|         | Процент         | 26,7 % | 38,7 % | 18,2 % | 33,3 % | 25,8 % | 17,4 % | 19,2 % | 11,1 % |   |    |    |    | 24,5 % |

### Силовые удары
| Боксёр  | Раунд           | 1      | 2      | 3      | 4      | 5      | 6      | 7      | 8      | 9 | 10 | 11 | 12 | Всего  |
| ------- | --------------- | ------ | ------ | ------ | ------ | ------ | ------ | ------ | ------ | - | -- | -- | -- | ------ |
| Уорд    | Попаданий/всего | 4/12   | 6/15   | 4/10   | 9/18   | 5/15   | 5/17   | 2/16   | 18/41  |   |    |    |    | 53/144 |
|         | Процент         | 33,3 % | 40 %   | 40 %   | 50 %   | 33,3 % | 29,4 % | 12,5 % | 43,9 % |   |    |    |    | 36,8 % |
| Ковалёв | Попаданий/всего | 5/16   | 4/17   | 7/31   | 4/36   | 6/32   | 8/30   | 6/33   | 10/28  |   |    |    |    | 50/223 |
|         | Процент         | 31,3 % | 23,5 % | 22,6 % | 11,1 % | 18,8 % | 26,7 % | 18,2 % | 35,7 % |   |    |    |    | 22,4 % |

## Трансляция
| Страна         | Телеканал     |
| -------------- | ------------- |
| Австралия      | Main Event    |
| Великобритания | Sky Sports    |
| Панама         | RPC Channel 4 |
| Россия         | Матч ТВ       |
| Россия         | Матч! Боец    |
| США            | HBO PPV       |

## После боя
После боя Ковалёв был категорически не согласен с решением рефери прекратить бой. «Он ударил ниже пояса и я почувствовал это. Я не был потрясён, когда встал на колено, но это был удар ниже пояса. Я готов был продолжать. Почему бой остановили? Это безумие. Я хочу вернуться и боксировать с ним снова!», — таковы выводы и эмоции Сергея Ковалёва.
Уорд заявил следующее: «Мы провели хороший лагерь, и физически я был отлично готов. Ковалёв проводил хороший бой, но однажды просчитав соперника, я всегда знаю, что нужно делать дальше. Встречаясь с сильнейшими бойцами, ты всегда выходишь на новый уровень. И я рад тому, что мы сделали сегодня».

## Счёт независимых экспертов
- Boxingscene — 67:66 Уорд[40].

## Финансовые итоги
В США вечер бокса был показан на канале HBO по системе платных трансляций. Стоимость трансляции: 54,99 доллара — в обычном качестве и 64,99 доллара — в HD. Было продано около 130 000 PPV. Билеты на вечер бокса стоили $1,255, $755, $505, $355, $255 и $105. Было продано 6 366 билетов. Ещё 4 226 билетов были пригласительными. Это принесло 2,187 миллиона долларов.